# Дворный, Иван Васильевич
Иван Васильевич Дворный (5 января 1952, Ясная Поляна, Омская область — 21 сентября 2015, Омск) — советский баскетболист. Играл на позиции центрового.
Мастер спорта СССР (1975). Заслуженный мастер спорта России (1999). Почётный гражданин города Балтимор, США (1973).

## Биография
Родился в с. Ясная Поляна в западной части Омской области. Только учась в старших классах средней школы, стал заниматься спортом — лёгкой атлетикой (толкание ядра). На областных соревнованиях проявил себя и попал на заметку к спортивным специалистам. Они предложили выбор между борьбой и баскетболом, Иван выбрал баскетбол и переехал в Омск.
Окончил омскую школу-интернат № 2. С 1966 года занимался баскетболом в детско-юношеской спортивной школе у заслуженного тренера Виктора Николаевича Промина.
В 1969 стал выступать за БК «Уралмаш» (тренер Александр Кандель). Затем, по приглашению Владимира Кондрашина, переехал в Ленинград, выступал за «Спартак».
В 1972 году, когда Кондрашина назначили главным тренером сборной СССР, Дворный стал игроком сборной. Вместе с командой поехал на Олимпиаду в Мюнхен, где стал олимпийским чемпионом. Был удостоен звания заслуженного мастера спорта СССР.
После Олимпиады ещё год успешно играл за «Спартак».
В 1973 году, через год после триумфа на Олимпиаде, баскетбольная сборная отправилась в почти двухмесячное турне по Америке. Сыграв больше десятка матчей на разных турнирах, причём весьма достойно, команда через 50 дней вернулась домой. С собой игроки везли вещи родственникам и на перепродажу. В аэропорту «Шереметьево» на таможне все эти вещи описали. В газете «Правда» вышла обличительная статья о «борьбе за чистоту нравов наших олимпийских чемпионов». Решено было устроить показательный процесс. Выбор пал на Ивана Дворного. 21-летнему спортсмену инкриминировали статью 78 (контрабанда — от 5 до 10 лет) за то, что пару джинсов и рубашку ему помог продать друг из Свердловска. Налицо был «сговор» (преступная группировка), и 7 июня 1973 года Дворный оказался в одиночке следственного изолятора Свердловска.
В 1973 году осуждён на 3 года «строек народного хозяйства» (отсидел 1,5 года в Омске) за «спекуляцию» (перепродажу мелких партий товаров народного потребления). При содействии Владимира Кондрашина освобождён досрочно и переведён в п. Нурма (посёлок свинооткормочного комбината под Ленинградом).
В 1976 году разрешили играть, в команду взял УТРФ/«Спартак» (Владивосток). Команда при Дворном играла очень неплохо, а сам Дворный часто набирал по 20 очков за игру.
В 1978 году переведён в «Динамо» (Москва), но по личным причинам долго в клубе не задержался.
В 1980 году вернулся домой, в свою деревню, занялся пчеловодством. Через какое-то время перебрался в Омск, устроился слесарем в локомотивное депо «Московка», завёл семью и детей. В итоге в депо отработал 14 лет и ещё 6 лет в пожарной части. Одновременно играл за омские команды «Шинник» и «Локомотив».
В ноябре 2001 года по совету друга уехал на постоянное место жительства в Балтимор.
Затем вернулся в Россию, проживал в Омске.
В 2010 году в Омске издана повесть «Блок-шот» (автор — Владилен Лех), посвящённая драматичной судьбе олимпийского чемпиона Ивана Дворного.
В феврале 2012 года был избран президентом Федерации баскетбола Омской области.
Умер 22 сентября 2015 года на 64-м году жизни от рака лёгких. Похоронен в Омске на Ново-Южном кладбище.

## Достижения
- Олимпийский чемпион 1972
- Серебряный призёр чемпионатов СССР 1972, 1973
- Обладатель Кубка обладателей кубков 1973
- Победитель первенства Европы среди юниоров в составе сборной команды СССР (1970).
- Победитель Первого всемирного баскетбольного фестиваля в Перу (1973).